# Dieter Goertz
Dieter Goertz (* 7. Januar 1936 in Augsburg) ist ein deutscher Schauspieler und Synchronsprecher.

## Leben
Dieter Goertz war erstmals im Jahr 1960 in der fünfteiligen Fernsehproduktion Am grünen Strand der Spree von Fritz Umgelter zu sehen. In den folgenden Jahren spielte er verschiedene kleinere Rollen, unter anderem in den Fernsehserien Tatort, Derrick oder In aller Freundschaft.
In seiner Heimatstadt Augsburg war Goertz als Synchronsprecher an zahlreichen Produktionen der Augsburger Puppenkiste beteiligt und bis zu seinem Ruhestand für die dortigen Städtischen Bühnen tätig. Daneben nahm er auch Engagements an kleineren Theaterbühnen wahr.

## Filmografie
- 1960: Am grünen Strand der Spree (TV-Mehrteiler)
- 1964: Tartuffe
- 1964: Heute Abend wird aus dem Stegreif gespielt
- 1970: Der Musterschüler
- 1972: Tatort: Kressin und der Mann mit dem gelben Koffer (TV-Reihe)
- 1976: Der sechste Kontinent (Synchronsprecher)
- 1985: Abdallah und sein Esel (Sprechrolle)
- 1989: Die Wetterorgel (Sprechrolle)
- 1990: Der Prinz von Pumpelonien (Sprechrolle)
- 1990: Aladin und die Wunderlampe
- 1991: Drei Dschungeldetektive (Sprechrolle)
- 1992: Lilli Lottofee (TV-Serie)
- 1993: Derrick (Fernsehserie, 1 Folge)
- 1993: Zwei Münchner in Hamburg (Fernsehserie, 1 Folge)
- 1994: Anna Maria – Eine Frau geht ihren Weg (Fernsehserie, 7 Folgen)
- 1996: Der Tourist
- 2000: Lilalu im Schepperland (Sprechrolle)
- 2000: Enthüllung einer Ehe
- 2001: Vera Brühne
- 2003–2006: In aller Freundschaft (Fernsehserie, 2 Folgen, verschiedene Rollen)